# Altaiponny
Altaiponnyn är en hästras av ponnytyp som härstammar från Ryssland. Altaiponnyerna är primitiva och tåliga och har utvecklats över århundraden för att få fram en häst som klarade av det hårda klimatet i Sibirien och i Altaibergen som ligger mot Mongoliet. Nomaderna var beroende av en tålig häst som var säker på foten. Altaiponnyn är en sund bergshäst som fyllde nomadfolkens efterfrågan. 

## Historia
Det finns inget nedskrivet om denna rasens historia men man tror att man med största sannolikhet fångade in vilda Przewalskihästar i Mongoliet, som sedan korsades med Arabiska fullblod, Donhästar och ryska kallblod. De fick växa upp i stora hjordar som gick ute året runt för att rasen skulle bli tålig mot snöstormar och temperaturer som kunde sjunka långt under 40 minusgrader. 
Efter Ryska revolutionen (1917) så korsades Altaiponnyn med tunga kallblodshästar från Litauen och egna inhemska arbetshästar i hopp om att få en köttig häst för att hitta billig mat åt folket. Men försöken misslyckades och Altaiponnyn fortsatte avlas som bergs- och packhäst åt nomaderna i bergen. Under 1990-talet skedde en del försök med att korsa Altaiponnyerna med Engelska- och Arabiska fullblod, vilket har gett en ädlare och större variant som är mer lämpad för ridsport. 

## Egenskaper
Nomaderna och bergsfolket var beroende av hästar som hade hårda fötter, starka ben och friska hjärtan och lungor, som dessutom var säkra på foten. Altaihästen är ett perfekt exempel på en sådan häst. 
Man ser tydligt på hästen att den har inflytande av arabiska fullblod i sig och hästen är ganska smal, med ett litet huvud som ser ganska ädelt ut på en hästras från sibiriska bergen. Huvudet är medelstort och proportionerligt, ibland med tydliga arabiska drag. Altaiponnyn är oftast fux, brun, svart eller bork men även prickiga, tigrerade Altiponnyre förekommer. 

## Exteriör
Medelstort, Ibland grovt huvud. Kraftig hals. Lång, något svankig rygg. Välmusklad kropp. Korta, starka ben. Mycket hårda, tåliga hovar.